# 菅沼定盈
菅沼 定盈（すがぬま さだみつ）は、戦国時代から江戸時代初期にかけての武将、大名。野田菅沼氏3代目当主。上野阿保藩主。

## 生涯

### 家督相続から今川氏との戦いまで
天文11年（1542年）、菅沼定村の子として誕生。
はじめ、駿河国・遠江国の戦国大名・今川義元に仕え、弘治2年（1556年）に父・定村の戦死により家督を継いだ。永禄3年（1560年）5月の桶狭間の戦いで義元が戦死した後は、従兄弟の西郷清員と共に三河国の松平氏（後の徳川氏）に帰属した。ところが永禄4年7月29日（1561年9月18日）、今川方から野田城を攻囲されると、定盈らは抗いきれず勧告を受け入れて開城降伏。やむを得ず隣郡八名郡の親戚・西郷氏の許へ逃れて雌伏した。
雪辱の機は早くに訪れ、永禄5年6月2日（1562年7月13日）に野田城を夜襲。城代・稲垣氏俊を討ち果たし、残存兵を退散させたため奪回できた。ただし、野田城の損壊は軽微では済まず、防御力の劣る大野田城を手直しした上で仮本拠と定め、同時に野田城の修築にも努めることとなった。
三河から今川勢を一掃し、さらに遠江攻め入りを画策する徳川家康の意向を酌み、永禄11年（1568年）には遠江侵攻に先立って敵方の懐柔工作に携わり、遠江引佐郡井伊谷の同族・菅沼忠久の調略に成功している。同年12月からの遠江侵攻に従軍、井伊谷の南方・刑部城攻略で功を挙げた。

### 武田氏との戦い
家康に従い今川氏の圧力から解放された菅沼氏ではあったが、元亀年間には今川領であった駿河国を併合（駿河侵攻）した甲斐武田氏による遠江・三河方面への侵攻を警戒。特に元亀2年（1571年）には大規模な遠江・三河侵攻（西上作戦）を仕掛けてきた武田氏との攻防を繰り広げたとされているが、近年では元亀2年の侵攻は長篠の戦いの前提である天正3年（1575年）の出来事であった可能性を指摘されている。元亀4年（1573年）正月に、室町幕府15代将軍・足利義昭の信長包囲網に呼応した武田信玄に攻囲された（野田城の戦い）。定盈は防備を強化した野田城に立て籠り設楽貞通らと共に1ヶ月の抵抗を示したが、水の手を断たれたために、2月15日に開城降伏して捕らわれた。
ところが武田軍は信玄の容体悪化により、この一戦を最後に西上作戦を中止し帰国。その後、信長包囲網の瓦解、西上作戦の停止により東海地方における緊張が緩和されると、同年3月の人質交換で家康方への帰参がかなった。同年夏には長篠城を奪還するなど三河・遠江方面への反攻を行った家康に再び従うと、天正3年（1575年）5月には織田信長・徳川家康連合軍と武田勝頼との決戦（長篠の戦い）に参戦。同月21日（7月9日）の早朝、酒井忠次率いる鳶ヶ巣山奇襲隊の一員として戦功を挙げ、武田軍への雪辱を果たしている。

### 晩年
豊臣政権下における家康の関東移封では、上野阿保に1万石で配される。慶長5年（1600年）、関ヶ原の戦いでは江戸城留守居役を務めた。また、戦勝によって次男の定仍が伊勢長島2万石に加増転封された。
慶長9年7月18日（1604年8月13日）に死去。子女12人に恵まれた子福者ではあるが、竹千代の幼名を継がせた長男には先立たれているため、定仍が家督を継いだ。
定盈は野田菅沼氏という一族の支流ながら、武田軍に捕らわれる事があっても一度も家康に弓を引く事が無かったため、その功績が高く評価され徳川政権下において子孫は一族中最も繁栄している。

## 登場作品
小説
- 宮城谷昌光『風は山河より』新潮社、2006年。ISBN 9784104004157。

テレビドラマ
- 武田信玄（1988年、NHK大河ドラマ、演：下塚諒）
- おんな城主 直虎（2017年、NHK大河ドラマ、演：吉見幸洋）